# 웨스트서식스주

웨스트서식스 주의 위치

웨스트서식스주(West Sussex)는 잉글랜드의 주로 주도는 치체스터이며 면적은 1,991km2, 인구는 808,900명(2014년 기준), 인구 밀도는 406명/km2이다. 동쪽으로는 이스트서식스주, 북쪽으로는 서리주, 서쪽으로는 햄프셔주, 남쪽으로는 영국 해협과 접한다.
웨스트서식스주의 주도 치체스터는 서식스 왕국(7왕국 중 하나)의 수도였다.